# Don't Be Stupid (You Know I Love You)
«Don't Be Stupid (You Know I Love You)» (en español, "No seas tonto (sabes que te amo)", es una canción escrita y producida por la cantante canadiense Shania Twain y Robert John "Mutt" Lange, para su tercer álbum de estudio  Come on Over. Fue lanzado como segundo sencillo en Estados Unidos para las audiencias country en 1997 y séptimo sencillo para los mercados internacionales a principios del año 2000. Llegó al número seis como máximo en la lista de las canciones country, convirtiéndose en el sexto sencillo que alcanzaba el top 10 en dicha lista. "Don't Be Stupid (You Know I Love You)" fue incluida en la primera recopilación de grandes éxitos de Twain Greatest Hits, en el 2004.

## Revisiones
La revista Billboard, criticó la inmadurez de la letra y la llamó una canción débil, aunque predijo que tendría una buena acogida comercial.

## Vídeo musical
El videoclip, se filmó el 18 y 19 de octubre de 1997 en Nueva York, bajo la dirección de Larry Jordania, y se lanzó oficialmente el 12 de noviembre del mismo año. En el videoclip, se puede ver a Twain con un grupo de niños y un grupo de violinistas bailando bajo rociadores de agua. "Don't Be Stupid" ganó el "Canadian Country Music Awards" para vídeo del año en 1998.
Existen dos versiones del videoclip: uno con la versión original de la canción (versión country) y otro, que fue lanzado sólo en Europa, en el año 2000, con la versión "Single Dance Mix" de la canción, con un sonido más cercano al dance-pop. La versión original, está disponible en el DVD de Twain "The Platinum Collection" y el último ésta disponible en iTunes y YouTube.

## Recepción
"Don't Be Stupid", debutó en el "Billboard Hot Country Singles & Tracks" en la semana del 15 de noviembre de 1997 en el número 51, el debut más alto de la semana. El sencillo, se mantuvo 20 semanas en la lista y llegó a un máximo del número 6 en la semana del 31 de enero de 1998, donde permaneció durante dos semanas. "Don't Be Stupid", se convirtió en el quinto sencillo de Twain que aparecía en el "Billboard Hot 100" llegando a un máximo del número 40. En Canadá, la canción llegó al número 12.
En el Reino Unido debutó en el número 5, siendo éste su cuarto mayor éxito en dicho país.

## Versiones de audio
- Versión Original (Versión country) - 3:35
- Versión Internacional - 3:34
- Dance Mix Single - 4:13
- Dance Mix Full Length - 4:44
- Dance Mix Full Length Instrumental - 4:44
- Club Mix - 4:07
- Directo desde Dallas - 3.58

## Posicionamiento
| Listas                                       | Posición Alcanzada |
| -------------------------------------------- | ------------------ |
| Australia ARIA Chart                         | 32                 |
| Canadá                                       | 12                 |
| Países Bajos                                 | 19                 |
| Nueva Zelanda RIANZ Singles Chart            | 42                 |
| Suecia Singles Chart                         | 39                 |
| Reino Unido UK Singles Chart                 | 5                  |
| EE.UU Billboard Hot Country Singles & Tracks | 6                  |
| Billboard Country Singles Sales              | 2                  |
| Billboard Hot 100                            | 40                 |
| Billboard Hot 100 Singles Sales              | 24                 |
| ARC Weekly Top 40                            | 39                 |
| Canadá RPM Country Singles                   | 1                  |